# Igreja de Santa Comba de Bande
Santa Comba de Bande é uma pequena igreja visigótica da segunda metade do Século VII, a única deste período que se conserva na sua integridade. Trata-se do único edifico conservado de um mosteiro pré-românico aonde se trouxeram as relíquias de São Trocado, discípulo do Apóstolo Santiago, a quem esteve dedicada.

## Situação

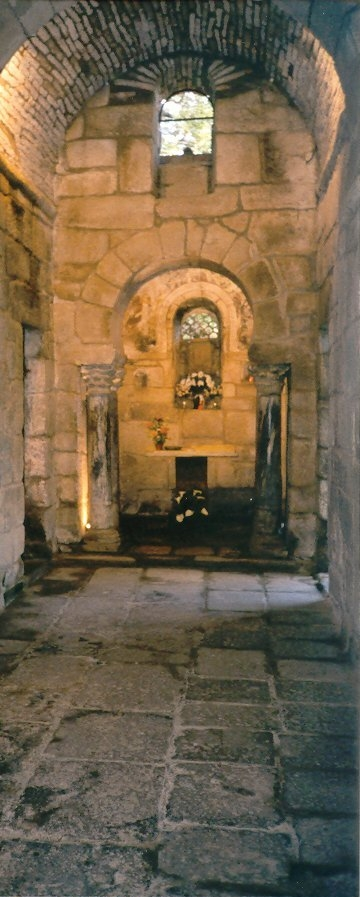
Interior da igreja

Está situada no concelho de Bande, na comarca da Baixa Limia. Encontra-se perto do núcleo municipal em direção a Os Baños, antigo balneário romano, no lugar de Santa Comba.

## História
No lugar existiu uma igreja com anterioridade ao século VII que foi construída por volta de 680 e abandonada após a invasão muçulmana - embora não seja segura a data de construção e a fatura visigótica propriamente, senão no âmbito de poder afirmar somente que é de época suevo-goda-.  Em 872, Afonso III encomendou ao seu irmão Odoario que restaurasse a igreja e este fez com que seu primo Odônio estabelecesse um mosteiro no lugar. Além do masculino, também criou outro para mulheres no qual entraram sua mãe com as suas donzelas. Quando a morte da mãe, Odônio nomeou abadessa a Onega, com a que vivia maritalmente. Esta passaria mais tarde ao mosteiro de Vimaráns e Odônio ao de Celanova, com o qual Santa Comba passou a pertencer a este último.

## Descrição

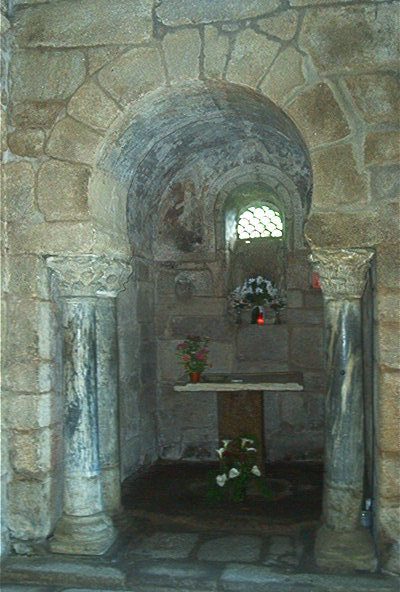
Capela da cabeceira

Tem planta de cruz grega, inscrita num cerramento retangular do qual sobressai pela cabeceira do retângulo a capela-mor e, aos pés, o pórtico e com câmaras autônomas aos lados das quais só fica a do Noroeste. O tratamento que se faz do espaço no templo simboliza o sentido da espacialidade  de origem oriental, quebrada e descontínua como fruto de uma agrupação de volumes graduais. Deste jeito a planta baseia-se nos panteões paleo-cristãos como o Mausoléu de Gala Placídia. Construiu-se utilizando a medida da época, a vara visigótica, equivalente a 0,80 metros, em cantaria a osso, com ornamentações feitas com a técnica a bisel e o uso de arcos de ferradura com certa superelevação.
São contemporâneas a esta, entre outras, a portuguesa Capela de São Frutuoso de Montélios ou a burgalesa Ermida de Santa María de Quintanilla de las Viñas.
O templo é ao mesmo tempo o exemplo mais antigo da política restauradora de templos da monarquia asturiana de finais do século IX. Nesta intervenção levantaram-se abóbadas de tijolo, com a alternância da cantaria e a alvenaria seguindo a técnica asturiana própria da época.

### Interior

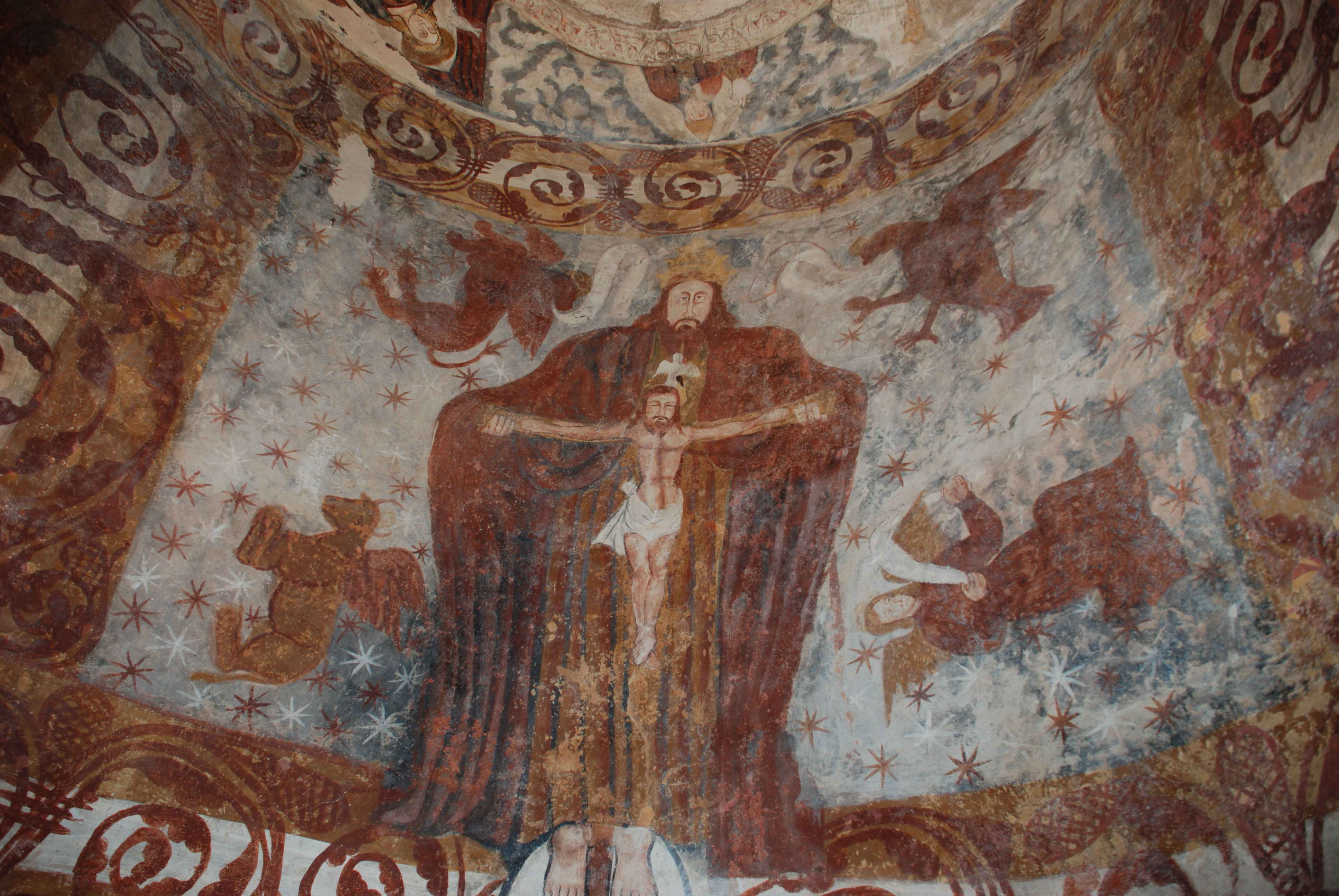
Pinturas do interior

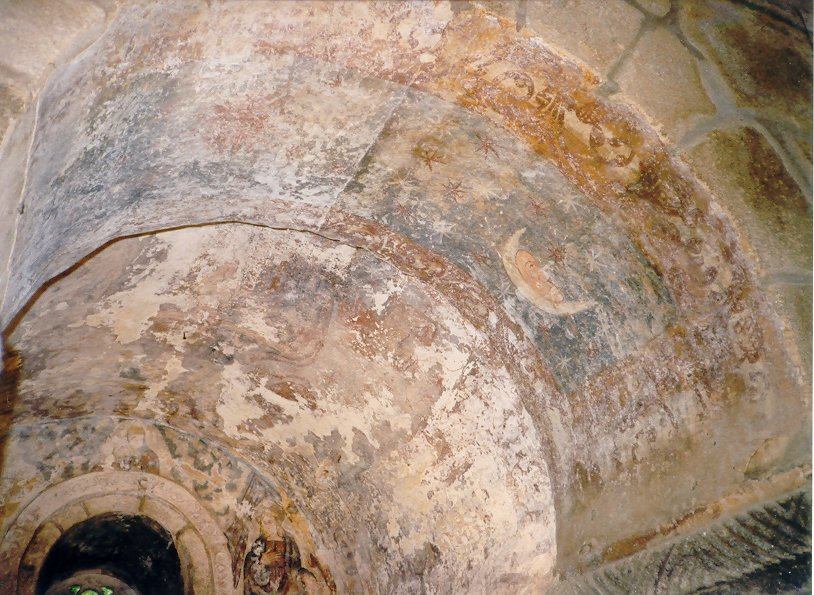
Pinturas do interior

À Capela-mor, de planta quadrada, tem-se acesso através de um arco triunfal de ferradura sustentado por dois pares de colunas de mármore cujos fustes procedem de um templo romano-alguns historiadores expõem a hipótese de ser o lugar de um templo ao deus Bandua, daí o término toponímico, e ter este deus nas suas representações um torque como atributo, portanto a devoção a São Trocado ou Torquato somente seja uma variação religiosa por parte da igreja-. Os arcos de ferradura são montados sobre um capitel tardo-romano, outro hispano- visigodo e os dois remanescentes correspondentes a intervenção durante o reinado de Afonso III, com motivos de sogueado próprio do pré-românico asturiano.
Na abóbada da abside conservam-se pinturas murais do século XVI. Na abside também encontramos uma janela fechada com gelosia de mármore.
O perímetro retangular fica desenhado por estâncias a ambos os lados do pórtico que comunicavam com este, outras com o transepto e as da cabeceira com a nave. A capela-mor ficava unida a um dos braços da cruz, nos quais havia duas dependências laterais das quais só se conserva a esquerda. No trecho dos pés desapareceram outros dois aposentos. A função de cada uma destas estâncias estaria vinculada ao caráter monástico do templo, regido pela Regula Monachorum de são Frutuoso.
Nas capelas laterais há uma ara romana e o ataúde, vazio, de São Trocado. É provável que fosse levado para o mosteiro de Celanova em 1601. Tanto em planta como em alçado conjuga a cruz grega inscrita num quadrado, cujo ponto central se eleva mediante o zimbório.

### Exterior

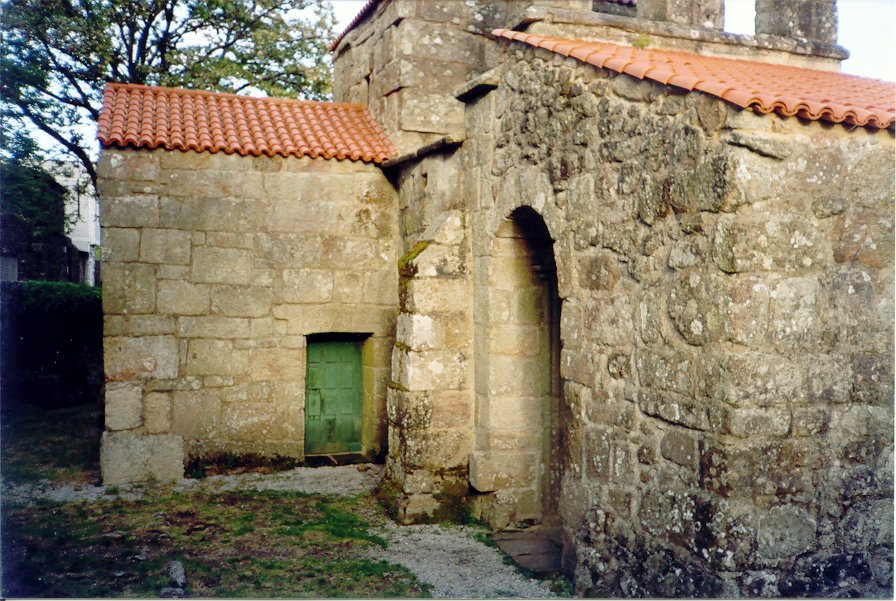
Exterior da igreja

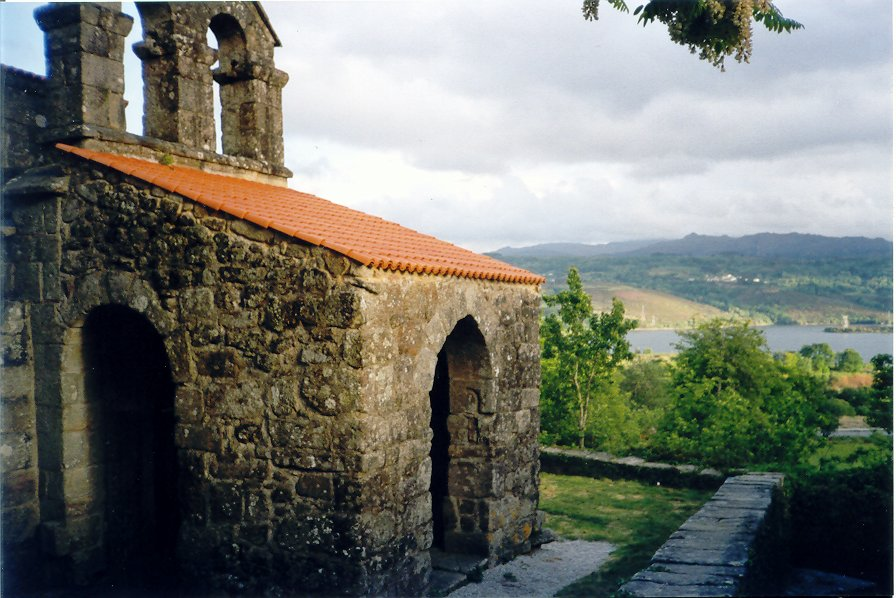
Exterior da igreja

O escalonamento dos volumes do templo, do mais alto ao mais baixo, vai assim do zimbório à capela-mor, passando pela altura média dos braços da cruz.
Cobre-se com abóbada de canhão na nave e no transepto, com abóbada de aresta no trecho central do cruzeiro e arco de ferradura na capela-mor.
Tem duas portas. A principal reformou-se em 1650 ao acrescentar-lhe o pórtico. A do lado Sul também se abriu mais tarde. Anteriormente o batistério estava no lado Sul, mas retirou-lhe o telhado, se bem que fica a pia batismal.
Seu aparelhamento é de bom perpianho granítico e ao exterior apresenta grande austeridade e limpeza de volumes só com o acrescentado tardio do pórtico.

## Curiosidades
Em cima da tampa do caixão de São Trocado há uma pedra em forma de ara. As pessoas recolhem o pó que se acumula nele para curar as doenças dos olhos.
Parte do caixão de São Trocado desgastou-se pela devoção dos fiéis. Do mesmo jeito é um dos poucos ataúdes de uma só peça de mármore branco.

## Galeria de imagens
- Interior
- Abside
- Portada
- Vista geral